# Endişe
Pour plus de détails, voir Fiche technique et Distribution.
Endişe (en turc : Endişe signifie « inquiétude ») est un film turc réalisé par Yılmaz Güney et Şerif Gören, sorti en 1974.

## Fiche technique
- Titre français : Endişe
- Réalisation : Yılmaz Güney et Şerif Gören
- Scénario : Yılmaz Güney
- Pays d'origine : Turquie
- Format : Couleurs - 35 mm - Mono
- Genre : drame
- Durée : 85 minutes
- Date de sortie : 1974

## Distribution
- Erkan Yücel : Cevher
- Kamran Usluer : Ramazan 'Remo'
- Ayse Emel Mesci Kuray : (as Ayse Emel Mesci)
- Nizam Ergüden : Osman, the chief farmer